# Episodi di Miraculous - Le storie di Ladybug e Chat Noir (terza stagione)
La terza stagione della serie animata Miraculous - Le storie di Ladybug e Chat Noir, composta da 26 episodi, è stata trasmessa in prima visione mondiale dal 1º dicembre 2018 al 13 novembre 2019 tra Spagna, Portogallo, Canada, Svizzera, San Diego, Irlanda, Regno Unito e Ucraina.
In Francia è andata in onda dal 14 aprile 2019 all'8 dicembre 2019 su TF1. In Italia 20 dei 26 episodi totali sono stati trasmessi dal 25 marzo 2019 al 20 marzo 2020 su Disney Channel. A seguito della chiusura del canale, i restanti 6 episodi sono stati pubblicati su Netflix il 25 settembre 2020, insieme all'intera terza stagione.
Gli episodi sono diretti da: Thomas Astruc, Wilfred Pain, Benoît Boucher, Jun Violet, Joanna Celse, Charles Schnek, Christophe Yoshida, Cyril Adam, Nicolas Hess, Manon Serda, Isabelle Lemaux e Lucie Gardes.
| n. | Titolo originale                                         | Titolo italiano                                       | Prima TV mondiale                                               | Prima TV Francia | Prima TV Italia   | Cod. prod. |
| -- | -------------------------------------------------------- | ----------------------------------------------------- | --------------------------------------------------------------- | ---------------- | ----------------- | ---------- |
| 1  | Caméléon                                                 | Camaleonte                                            | 1º dicembre 2018 (Spagna su Disney Channel)                     | 28 aprile 2019   | 25 marzo 2019     | 301        |
| 2  | Papa Garou                                               | Papà Mannaro                                          | 30 dicembre 2018 (Svizzera su RTS Deux)                         | 21 aprile 2019   | 26 marzo 2019     | 306        |
| 3  | Maître Noël                                              | Chris Master                                          | 8 febbraio 2019 (Canada su Family Channel)                      | 1º dicembre 2019 | 27 marzo 2019     | 312        |
| 4  | Rebrousse-Temps                                          | Viceversa                                             | 12 febbraio 2019 (Canada su Family Channel)                     | 14 aprile 2019   | 29 marzo 2019     | 304        |
| 5  | Climatika 2                                              | Tempestosa 2                                          | 14 febbraio 2019 (Canada su Family Channel)                     | 2 giugno 2019    | 28 marzo 2019     | 317        |
| 6  | Animaestro                                               | Animaestro                                            | 12 marzo 2019 (Regno Unito e Irlanda su Disney Channel)         | 5 maggio 2019    | 16 settembre 2019 | 302        |
| 7  | Oblivio                                                  | Oblivio                                               | 18 marzo 2019 (Regno Unito e Irlanda su Disney Channel)         | 26 maggio 2019   | 20 settembre 2019 | 310        |
| 8  | Silence                                                  | Silencer                                              | 7 aprile 2019 (Svizzera su RTS Un)                              | 19 maggio 2019   | 18 settembre 2019 | 307        |
| 9  | Oni-Chan                                                 | Oni-Chan                                              | 4 maggio 2019 (Svizzera su RTS Un)                              | 21 ottobre 2019  | 19 settembre 2019 | 308        |
| 10 | Boulangerix                                              | Fornix                                                | 4 maggio 2019 (Svizzera su RTS Un)                              | 12 maggio 2019   | 17 settembre 2019 | 303        |
| 11 | Miraculeur                                               | Miraculer                                             | 15 maggio 2019 (Spagna su Disney Channel)                       | 22 ottobre 2019  | 16 dicembre 2019  | 309        |
| 12 | Timetagger                                               | Timetagger                                            | 18 maggio 2019 (Svizzera su RTS Un)                             | 30 ottobre 2019  | 18 marzo 2020     | 319        |
| 13 | Gamer 2.0                                                | Gamer 2.0                                             | 15 giugno 2019 (Svizzera su RTS Un)                             | 3 novembre 2019  | 16 marzo 2020     | 316        |
| 14 | Trouble Fête                                             | Il Guastafeste                                        | 6 luglio 2019 (Svizzera su RTS Un)                              | 31 ottobre 2019  | 19 marzo 2020     | 320        |
| 15 | La Marionnettiste 2                                      | La Burattinaia 2                                      | 13 luglio 2019 (Svizzera su RTS Un)                             | 23 ottobre 2019  | 20 marzo 2020     | 321        |
| 16 | Ikari Gozen                                              | Ikari Gozen                                           | 19 luglio 2019 (San Diego al San Diego Comic-Con International) | 29 ottobre 2019  | 17 marzo 2020     | 318        |
| 17 | Poupéflekta                                              | Reflekdoll                                            | 3 settembre 2019 (Regno Unito e Irlanda su Disney Channel)      | 21 ottobre 2019  | 25 settembre 2020 | 305        |
| 18 | Desperada                                                | Desperada                                             | 5 settembre 2019 (Regno Unito e Irlanda su Disney Channel)      | 24 ottobre 2019  | 17 dicembre 2019  | 311        |
| 19 | Ladybug                                                  | Ladybug                                               | 10 settembre 2019 (Canada su Family Channel)                    | 24 novembre 2019 | 25 settembre 2020 | 324        |
| 20 | Startrain                                                | Startrain                                             | 16 settembre 2019 (Canada su Family Channel)                    | 25 ottobre 2019  | 18 dicembre 2019  | 313        |
| 21 | Festin                                                   | Divoratore                                            | 17 settembre 2019 (Canada su Family Channel)                    | 28 ottobre 2019  | 20 dicembre 2019  | 315        |
| 22 | Chasseuse de Kwamis                                      | Acchiappakwami                                        | 12 ottobre 2019 (Svizzera su RTS Un)                            | 27 ottobre 2019  | 19 dicembre 2019  | 314        |
| 23 | Mangeamour (La bataille des Miraculous - 1ère partie)    | Mangiamore (La Battaglia dei Miraculous - parte 1)    | 13 ottobre 2019 (Ucraina su PlusPlus)                           | 8 dicembre 2019  | 25 settembre 2020 | 325        |
| 24 | Miracle Queen (La bataille des Miraculous - 2ème partie) | Miracle Queen (La Battaglia dei Miraculous - parte 2) | 15 ottobre 2019 (Ucraina su PlusPlus)                           | 8 dicembre 2019  | 25 settembre 2020 | 326        |
| 25 | Chat Blanc                                               | Chat Blanc                                            | 9 novembre 2019 (Svizzera su RTS Un)                            | 10 novembre 2019 | 25 settembre 2020 | 322        |
| 26 | Félix                                                    | Félix                                                 | 13 novembre 2019 (Regno Unito e Irlanda su Disney Channel)      | 17 novembre 2019 | 25 settembre 2020 | 323        |

## Camaleonte
- Titolo originale: Caméléon
- Scritto da: Thomas Astruc, Mélanie Duval, Fred Lenoir e Sébastien Thibaudeau
- Storyboard: Wilfried Pain e Jun Violet

### Trama
Lila ritorna in classe e riesce ad ottenere tutto ciò che vuole dai suoi compagni, cercando in particolare di stare ancora con Adrien, ciò porta a Marinette a provare gelosia verso di lei e la frustrazione per non riuscire a smascherare le menzogne di Lila davanti ai suoi amici, tanto da venir minacciata in privato da lei. Papillon sente le emozioni negative di Marinette e tenta di akumizzarla, ma quest'ultima riesce a sopprimere i suoi sentimenti negativi prima di venire colpita dall'Akuma. Papillon riesce comunque a trovare una nuova preda, cioè la stessa Lila, che accetta di farsi volontariamente akumizzare per potersi vendicare di Ladybug, diventando Camaleonte, una supercattiva capace di assumere le sembianze di qualsiasi cosa o persona baci alla volta. La sua prima vittima è Adrien, seguito da un bambino e infine di nuovo Adrien nell'identità di Chat Noir. Ladybug ricorre al Lucky Charm, da cui ottiene una maglietta, e riesce così a sconfiggere la nemica, facendola trasformare per errore in un'ostrica, che verrà aperta usando la maglietta come tovagliolo. Ladybug estrae l'Akuma dalla perla, facendo tornare tutto alla normalità. Una volta ritornati a scuola Marinette segue il consiglio di Adrien, smettendo di tentare di rivelare le bugie di Lila, mentre quest'ultima, ancora arrabbiata con Ladybug, una rabbia che attira Papillon, giura di privare Marinette di Adrien e di tutti i suoi amici, ma Marinette le tiene testa.

## Animaestro
- Titolo originale: Animaestro
- Scritto da: Thomas Astruc, Mélanie Duval e Sébastien Thibaudeau
- Storyboard: Jun Violet

### Trama
Il regista Thomas Astruc ha prodotto un film d'animazione su Ladybug e Chat Noir, e alla première partecipano moltissime persone, tra cui Adrien. Marinette, sapendo la notizia, convince i genitori a prenderla come cameriera, in modo da poter stare con Adrien e dargli un macaron al frutto della passione e mandorle, il gusto preferito di Adrien. All'evento arrivano anche la signora Tomoe Tsurugi, che deve parlare con Gabriel di affari, insieme a sua figlia Katami, e sia Marinette che Chloé si ingelosiscono della sua vicinanza con Adrien. Chloé escogita un piano per ridicolizzare Katami, coinvolgendo anche Marinette, ma ciò porta solo invece all'umiliazione di Thomas Astruc, il quale è oltretutto turbato che nessuno lo riconosca e non gli presti attenzione, venendo perciò akumizzato da Papillon in Animaestro, un supercattivo che può trasformarsi in qualsiasi personaggio animato in 2D che lui desideri. Intanto Chloé si rende conto che Marinette ha una cotta per Adrien. Entrano in azione Ladybug e Chat Noir, scoprendo che quando nessuno guarda Animaestro, lui si blocca. Ladybug avverte tutti i civili di non guardare il nemico e interrompe la diretta TV, impedendo anche a Papillon di guardare l'akumizzato, costringendolo ad uscire dal suo covo segreto, ritrasformarsi e dirigersi nel posto del combattimento. Tuttavia Ladybug e Chat Noir chiudono gli occhi quando Animaestro tenta di attaccarli, bloccandolo e la sua maschera viene distrutta dal Cataclisma, liberando l'Akuma che viene purificata da Ladybug; Gabriel, arrivato tardi, si allontana dalla scena, giurando come al solito vendetta su i due eroi. Più tardi Marinette chiede a Chloé di non dire della sua cotta ad Adrien, ma lei dichiara che non lo farà solo perché non vuole che Adrien le presti attenzione. Thomas, vedendo la scena, dà a Marinette il suo lasciapassare per permetterle di vedere anche a lei il film, con il posto accanto ad Adrien a cui lei accetta con felicità ringraziandolo, commuovendo il regista per essere stato finalmente riconosciuto.
- Il personaggio di Thomas Astruc è basato sul reale creatore della serie: nella versione francese Astruc presta la voce al suo personaggio.

## Fornix
- Titolo originale: Boulangerix
- Scritto da: Thomas Astruc, Fred Lenoir e Sébastien Thibaudeau
- Storyboard: Jun Violet

### Trama
È il 40º compleanno di Tom e Marinette decide che come regalo convincerà il nonno paterno Rolland, che non ha mai conosciuto, a festeggiare. Tuttavia, scopre che lui nutre un estremo disprezzo per tutto ciò che non considera tradizionale, al punto da rinnegare suo figlio per vent'anni e a isolarsi in casa solo perché Tom aveva sostituito la farina sul pane con quella di riso. Marinette si traveste per entrare in contatto con lui, ma quando Rolland capisce che è sua nipote, si infuria, finendo per essere akumizzato da Papillon in Fornix, un mostro fatto di pane che dopo aver bevuto del lievito diventa più forte. Fornix inizia a distruggere ogni cosa che ritiene troppo moderna a Parigi, fino ad abbattere un nuovo treno. Ladybug e Chat Noir, dopo aver cercato di fermare la sua furia, approfittano della sua irascibilità nel vedere una violazione della tradizione per farlo finire in trappola e deakumizzarlo. Rolland viene riaccompagnato da Chat Noir a casa dove trova la nipote già ritrasformata a tirare fuori le pagnotte che hanno fatto lei e il nonno: le fanno provare a Chat Noir che trova entrambe buone, con quella di Rolland tradizionale e quella di Marinette speciale; Rolland può solo concordare e scopre che il pane di Marinette è fatto di farina di riso, come quella che aveva fatto Tom. Infine viene convinto da Marinette a trovare il figlio per il suo compleanno, insieme a Sabine e Gina.

## Viceversa
- Titolo originale: Rebrousse-Temps
- Scritto da: Thomas Astruc, Fred Lenoir e Sébastien Thibaudeau
- Storyboard: Jun Violet e Benoît Boucher

### Trama
In un flashback, Wang Fu e una donna di nome Marianne, fuggono da delle persone che vogliono la Miracle Box cinese, durante la fuga i due sono costretti a separarsi, ma si ripromettono di rivedersi un giorno. Nel presente, il maestro Fu si ammala e chiede a Marinette di consegnare una ricetta in farmacia e una lettera d'amore alla sua vecchia fiamma Marianne. Ispirata, Marinette scrive anche lei una lettera d'amore ad Adrien. Tuttavia, confonde le lettere, facendo credere a Marianne che Fu abbia smesso di amarla. Gabriel, che stava per partire per Londra insieme al figlio e alla famiglia Tsurugi, per assistere ad un matrimonio reale, avverte queste emozioni negative, si rinchiude nel bagno del treno e manda un'Akuma a Marianne trasformandola in Nostalgia, che può riportare indietro i flussi temporali personali delle sue vittime. Adrien, uscito di nascosto dal treno, interviene nei panni di Chat Noir per aiutare Ladybug a sconfiggere Nostalgia. Durante la battaglia, Papillon scopre che Marianne conosce il Guardiano dei Miraculous. Dopo la sua deakumizzazione, Fu e Marianne si riuniscono, ma decidono che non possono rimanere insieme finché Papillon non viene sconfitto. Quest'ultimo è più determinato che mai a trovare Fu, di cui ha appreso il nome, per fargli tradurre il grimorio dei Miraculous e appropriarsi di tutti i gioielli magici che custodisce. Alla fine Marinette scopre che Adrien ha ricevuto per errore la ricetta medica di Fu e le ha portato da Londra le pillole per la stitichezza.
- Nell'edizione italiana l'akumizzata è stata erroneamente chiamata Nostalgia anziché Viceversa.

## Reflekdoll
- Titolo originale: Poupéflekta
- Scritto da: Thomas Astruc, Mélanie Duval, Fred Lenoir e Sébastien Thibaudeau
- Storyboard: Jun Violet e Joanna Celse

### Trama
Luka convince Juleka a fare la modella per gli outfit di Marinette. Dopo la scuola, Alya invita Adrien ad aiutare, così che possa legare con Marinette. Juleka viene colta dall'ansia, quindi Marinette prende il suo posto. Lei e Adrien si tolgono i loro Miraculous per il servizio fotografico, lasciando Juleka da sola. Viene trasformata di nuovo in Reflekta e le viene dato un Sentimostro da Mayura chiamato Reflekdoll, che può sparare laser che trasformano le persone in copie di Reflekta. Plagg e Tikki recuperano i loro Miraculous, ma non potendo individuare i loro possessori dato che sono stati trasformati anche loro e sono indistinguibili dagli altri, decidono di darli ai padroni inversi, trasformando Marinette in Lady Noire e Adrien in Mister Bug. Mentre la prima riesce a padroneggiare bene i suoi poteri, il secondo ha alcune difficoltà. Lady Noire usa il Cataclisma sul Sentimostro, ma ciò lo fa solo impazzire. I due eroi sono comunque in grado di catturare l'Akuma e l'Amok e riportare tutto alla normalità. Dopo aver riottenuto i loro Miraculous, Marinette e Adrien lasciano che Juleka modelli come aveva inizialmente desiderato. Intanto la salute di Nathalie continua a peggiorare a causa di aver usato di nuovo il Miraculous del Pavone, con preoccupazione di Gabriel.

## Papà Mannaro
- Titolo originale: Papa Garou
- Scritto da: Thomas Astruc, Fred Lenoir, Mélanie Duval e Sébastien Thibaudeau
- Storyboard: Jun Violet e Lucie Gardes

### Trama
Dopo aver sconfitto nuovamente Gigantitan, Chat Noir segue Ladybug per riprendersi il ciuccio di Auguste che se l'era portato via per sbaglio, incontra Marinette e rimane sorpreso dato che pensa che non era la prima volta che vedeva Marinette subito dopo che Ladybug se ne era andata, quest'ultima credendo che lui abbia capito che lei sia Ladybug, Marinette si fa prendere dal panico e gli mente, dicendogli di essere innamorata di lui, i suoi genitori ascoltano a questa dichiarazione d'amore e suo padre Tom, è assolutamente felice, e decide di invitare Chat Noir a un brunch domenicale. Adrien si domanda in che modo farà a dire a Marinette che ama Ladybug invece che di lei. Il giorno dopo Chat Noir si reca a casa Dupain-Cheng e dopo aver confessato la verità sui suoi sentimenti, Marinette si finge triste, invece Tom è arrabbiato nel pensare che Chat Noir abbia spezzato il cuore della figlia e viene akumizzato da Papillon in Papà Mannaro, una bestia dall'aspetto mostruoso, che racchiude Marinette in una prigione di rovi nel cielo per proteggerla. Marinette, si è separata da Tikki, non può trasformarsi, quindi inizia a cercarla, però la prigione di rovi è incantata e impedisce alle due di trovarsi. Chat Noir interviene, arrivando in cima alla pianta e combattendo contro Papà Mannaro, cercando invano di farlo ragionare. Mentre sta per prendergli il Miraculous, Marinette riesce a trovare l'oggetto in cui c'è l'Akuma ossia una rosa di colore rosa e si sgretola, facendo tornare Tom alla normalità e distruggendo i rovi, poi Marinette trova Tikki, si trasforma in aria e prende l'Akuma, Ladybug usa il Lucky Charm ottenendo una barca a vela, mentre Chat Noir usa il Cataclisma per trasformarla in deltaplano. Una volta atterrati, Ladybug riporta tutto alla normalità. Alla fine Marinette, dopo aver riappacificato il padre e Chat Noir, scopre che quest'ultimo non ha mai pensato che lei fosse Ladybug, ma pensava che fosse solo una sua fan.

## Silencer
- Titolo originale: Silence
- Scritto da: Thomas Astruc, Mélanie Duval, Fred Lenoir e Sébastien Thibaudeau
- Storyboard: Joanna Celse

### Trama
Il produttore Bob Roth consiglia al figlio Xavier-Yves, detto XY, di rubare le musiche e l'outfit di altre band. Bob annuncia in rete che hanno due settimane per inviare i propri video musicali, per farsi conoscere, Marinette, Ivan, Luka, Juleka e Rose decidono di partecipare col loro gruppo, i Kitty Section. Quando scoprono che XY ha rubato sia la loro musica che il loro stile si recano allo studio televisivo per protestare, ma Bob minaccia Marinette di annunciare che è stato il gruppo a copiare. Vedendo ciò, Luka viene sopraffatto dalla rabbia e viene akumizzato in Silencer, un supercattivo che può rubare le voci degli altri per usarle a proprio vantaggio. Usa il suo potere prima su XY e vuole vendicarsi anche di Bob; Marinette tenta di fermarlo, ma si rifiuta di ascoltare e rivela di essersi innamorato di lei. Dopo essere diventata Ladybug, cerca di intervenire ma a causa di Bob che usa Ladybug come scudo umano per diffondersi da Silencer, la sua voce le viene rubata, e non può più invocare il suo Lucky Charm o ritrasformarsi. Notando sui tetti Ladybug, Adrien si trasforma in Chat Noir e la raggiunge. Con un piano di Ladybug riesce a far dire a Silencer la parola "Lucky Charm" con la sua voce, permettendole così di attivarlo. Viene generato un aspirapolvere, Ladybug lo usa per risucchiare tutte le voci contenute nel casco di Silencer distrutto dal Cataclisma di Chat Noir, in modo per riprendersi la sua e purificare l'Akuma, facendo ritornare tutto alla normalità. In quel momento arriva Bob, che confessa il furto dell'idea, accorgendosi troppo tardi che Chat Noir lo stava trasmettendo in diretta, in preda al panico, Bob, per diminuire il danno, afferma che avrebbe fatto partecipare la band direttamente in TV e che li farà firmare il loro primo contratto discografico. Poco prima di andare in scena, Marinette chiede a Luka se pensava davvero quello che le ha detto mentre era akumizzato, ma quest'ultimo afferma di non ricordare nulla, ripetendole in seguito inconsapevolmente le stesse parole. Marinette questa volta la considera una vera dichiarazione d'amore.

## Oni-Chan
- Titolo originale: Oni-Chan
- Scritto da: Thomas Astruc, Mélanie Duval, Fred Lenoir e Sébastien Thibaudeau
- Storyboard: Jun Violet

### Trama
Lila si fa invitare da Adrien a Villa Agreste con la scusa di essere aiutata con i compiti, e Marinette ingelosita li segue. Lila, con la scusa che Adrien ha preso un voto basso in matematica, riesce a convincere Placide e Nathalie ad entrare nella villa, senza che Gabriel ne sia al corrente. Quando in seguito se ne deve andare, Lila scatta una foto dove bacia la guancia di Adrien e la manda a tutti i suoi contatti, tra cui Marinette e Katami, quest'ultima, vedendo la foto, viene sopraffatta dalla collera e dalla tristezza. Anche Gabriel vede la foto ed è furioso che Nathalie e Placide abbiano fatto entrare un'estranea in casa, ma osserva che quella foto gli ha dato un'idea per allontanare Lila da Adrien. Perciò akumizza Katami in Oni-Chan, che vuole privare Lila di Adrien. Oni-Chan ha il potere di scambiare il suo posto con quello di una persona che ha acceso il cellulare, grazie al corno con la funzione di antenna inserito sulla fronte di Lila, e poi il corno che ha in fronte continua a crescere ogni volta che dice una bugia. Ladybug e Chat Noir tentano di salvare Lila da Oni-Chan, ma non è facile sconfiggerla con il teletrasporto, quest'ultima inizia a combattere più fortemente contro Ladybug poiché Lila le promette che avrebbe davvero rinunciato ad Adrien se avesse sconfitto Ladybug. Ladybug invoca il suo Lucky Charm da cui le esce un tubo di gomma, ma non fa in tempo a riceverlo perché Oni-Chan lo prende al posto suo, per legare Ladybug ad un palo della luce. Ladybug riesce a usare il potere di Oni-Chan a suo vantaggio scambiando il suo posto con lei e facendola così ritrovare legata, e poi il bokken viene distrutto dal Cataclisma di Chat Noir, liberando l'Akuma che viene purificata. Il giorno seguente Adrien rifiuta di aiutare ancora Lila con i compiti, Gabriel, interessato all'odio di Lila verso Ladybug, la chiama per invitarla a casa sua in modo da tenere d'occhio suo figlio dalle persone che frequenta.

## Miraculer
- Titolo originale: Miraculeur
- Scritto da: Thomas Astruc, Mélanie Duval, Fred Lenoir e Sébastien Thibaudeau
- Storyboard: Jun Violet

### Trama
Dopo che Ladybug e Chat Noir insieme a Carapace e Volpe Rossa hanno sconfitto un akumizzato di nome Destroyer, Chloé è frustrata con Ladybug perché non le affida il Miraculous dell'Ape per aiutarla a combattere, d'altra parte Ladybug è riluttante a darglielo in quanto tutti sanno che è una supereroina, compreso Papillon, ma Chat Noir consiglia a Ladybug di dire al più presto a Chloé che non sarà più Queen Bee, prima che sia troppo tardi. Nel frattempo Gabriel vuole che Chloé perda la fiducia in Ladybug per akumizzarla, e sotto consiglio di Nathalie, decide di manipolare Lila Rossi in modo da provocare Chloé. Marinette si trasforma in Ladybug per parlare con Chloé ma Nathalie, trasformata in Mayura, crea dalla frustrazione del neonato Auguste un Sentimostro a forma di vari lecca-lecca di nome Lollipop, costringendo Ladybug e Chat Noir a intervenire. Chloé aspetta ancora una volta che Ladybug arrivi a consegnarle il Miraculous ma ciò non avviene ed è così arrabbiata da offendere la sua amica Sabrina e mandarla via. Papillon in un primo momento invia l'Akuma a Chloé, ma lei riesce a resistere all'akumizzazione, dichiarando che Ladybug potrà ancora chiamarla, allora l'Akuma va da Sabrina che diventa Miraculer, una supercattiva in grado di rubare i poteri dei supereroi e usarli al suo piacimento. Dopo aver sconfitto il Sentimostro, i due eroi si scontrano con Miraculer, ma visto che a Ladybug e Chat Noir vengono sottratti i loro poteri, quest'ultimo viene colpito con il Cataclisma da Miraculer, ferita che gli rimane anche da ritrasformato, decide di andare dal maestro Fu a prendere i Miraculous della Volpe, della Tartaruga e dell'Ape. Ladybug torna da Chat Noir e gli chiede di consegnare il Miraculous a Chloé, mentre lei consegna gli altri due ad Alya e Nino per avere il sostegno di Volpe Rossa e Carapace. Arrivato a destinazione, Chat Noir consegna il Miraculous dell'Ape, ma viene subito rubato da Mayura che gli eroi incontrano per la prima volta, grazie all'illusione di Volpe Rossa, Ladybug riesce a riavere i suoi poteri e a recuperare il Miraculous dell'Ape e darlo a Chloé che si trasforma e rincorre Mayura, ma questa fugge via. Dopo che i cinque eroi hanno sconfitto Miraculer e riportato tutto alla normalità, Ladybug dice a Chloé che non può più essere Queen Bee per la sua sicurezza, Chloé anche se scontenta le riconsegna il Miraculous, affermando però che quest'ultima avrà sicuramente bisogno di lei in futuro: la reazione di Chloé solleva Papillon, dandogli la convinzione che la ragazza perderà completamente la fiducia per Ladybug.

## Oblivio
- Titolo originale: Oblivio
- Scritto da: Thomas Astruc, Mélanie Duval, Jean-Rémi Perrin & Sébastien Thibaudeau
- Storyboard: Wilfried Pain e Nicolas Hess

### Trama
Ladybug e Chat Noir si risvegliano in un ascensore senza memoria, con qualcuno che vuole inseguirli i due si ritrasformano, ma neanche Tikki e Plagg riescono a ricordare niente. Ben presto si rendono conto di essere due supereroi e che la "cosa" che li insegue è un supercattivo inviato da Papillon di nome Oblivio, che ha cancellato loro la memoria in un precedente scontro. Marinette e Adrien, mentre si nascondono, discutono sul fatto che forse possono essere più di una squadra, notando che sul cellulare hanno foto l'una dell'altro, mentre Plagg si allontana. Marinette si accorge che aveva disegnato una tartaruga nell'ascensore, l'immagine che ha tra i contatti del cellulare, e chiamandolo risponde il maestro Fu, che spiega brevemente loro come trasformarsi e i loro poteri. Intanto Oblivio minaccia Ladybug e Chat Noir di far perdere la memoria a tutti coloro che si trovano a Parigi se non danno i loro Miraculous. Marinette si trasforma in Ladybug e comincia una lotta contro Oblivio, ma è in difficoltà e Adrien non può trasformarsi senza Plagg. Al ritorno del Kwami, Ladybug e Chat Noir collaborando riescono con i loro poteri speciali a catturare l'Akuma, rivelando che in realtà Nino e Alya erano stati akumizzati in Oblivio. I due eroi si rendono conto che dopo aver fatto ritornare tutto alla normalità si sarebbero dimenticati di ciò che era successo, comprese le loro identità, e si baciano di fronte ad Alya e Nino, per poi usare il Miraculous Ladybug, riacquistando solo i loro ricordi di prima di perdere la memoria. Alya e Nino ritornano dai compagni di classe che erano andati alla Tour Montparnasse per una gita scolastica e si scusano con per quello che è successo, menzionando il motivo per cui sono stati akumizzati, ossia essere stati scoperti mentre stavano giocando ad una applicazione di nascosto e farsi prende in giro per via del gioco. Quella sera Alya posta sul Ladyblog la foto del bacio fra Ladybug e Chat Noir, e mentre Marinette rimane scioccata, Adrien è felice ma deluso di non ricordare il bacio.

## Desperada
- Titolo originale: Desperada
- Scritto da: Thomas Astruc, Mélanie Duval, Wilfried Pain e Sébastien Thibaudeau
- Storyboard: Wilfried Pain e Jun Violet

### Trama
Marinette con le sue amiche e Ivan sono a casa di Juleka e Luka, dove sopraggiungono anche Adrien e Katami. Arriva poi Jagged Stone che cerca una nuova chitarrista che suoni con lui, in quanto Anarka un tempo lavorava con lui e dopo il suo licenziamento i due hanno avuto un rapporto burrascoso; tuttavia appare improvvisamente Vivica, l'ex chitarrista di Jagged, che è stata akumizzata da Papillon in Desperada e vuole punire Jagged Stone per averla licenziata, catturando tutti i presenti e trasformandoli in adesivi posti sulla custodia della sua chitarra, però Marinette, Luka e Adrien riescono a scappare, e Ladybug mette al sicuro i due ragazzi nascondendogli nelle fogne. A causa della potenza di Desperada, Marinette si reca dal maestro Fu, guidata dal Lucky Charm, e decide di prendere il Miraculous del Serpente che ha la forma di un bracciale con ricamato un serpente con il potere di riavvolgere il tempo nel momento in cui lo ha attivato e lo vuole consegnarlo ad Adrien, Chat Noir sapendo la notizia si ritrasforma, Adrien è entusiasta di provare questa nuova trasformazione per poter conquistare la sua amata, e così diventa Aspik, ma dopo aver tentato di salvare Ladybug da Desperada per circa 3 mesi, con un totale di 25.913 volte usando sempre il superpotere della Seconda Occasione, e avendo capito di non essere adatto per quel ruolo, convince Ladybug a dare il Miraculous del Serpente a Luka dove conosce il Kwami Sass, che lo fa diventare Viperion. Grazie al potere di quest'ultimo 
riesce a capire come sconfiggere Desperada, e alla fine ci riescono. Dopo lo scontro Jagged si scusa con Vivica e la riassume, poi si scopre che il motivo che l'aveva licenziata, perché Vivica aveva mangiato la colazione di Jagged e Fang. Katami vedendo Marinette attratta sia da Luka e Adrien le dice in modo serio di scegliere uno dei due, ma Alya le risponde che anche i due ragazzi hanno la libertà di scegliere.

## Chris Master
- Titolo originale: Maître Noël
- Scritto da: Thomas Astruc, Fred Lenoir, Mélanie Duval e Sébastien Thibaudeau
- Storyboard: Jun Violet e Joanna Celse

### Trama
Marinette sta facendo da babysitter a Chris Lahiffe, l'irruento fratellino di Nino. Nel tentativo di non fargli scoprire che conserva regali per i prossimi 35 compleanni di Adrien, inventa la storia che custodisce doni natalizi di Babbo Natale e solo i bambini più buoni del mondo possono ricevere un regalo prima di Natale, suscitando la voglia di Chris che Natale venga subito, in quel momento arrivano Alya e Nino che se lo riprendono. Marinette si mette a cucire un regalo per Adrien per il 50º compleanno e si addormenta, ma quando si sveglia, scopre che nevica e che le strade di Parigi sono invase da giocattoli viventi alla ricerca di Babbo Natale, il quale è stato catapultato nella città a causa del supercattivo Chris Master, che richiede un regalo da lui. Marinette si trasforma in Ladybug e insieme a Chat Noir cercano di proteggere Babbo Natale. Dopo aver incontrato Nino, capisce che l'akumizzato è Chris e gli procura il regalo che vuole, permettendo agli eroi di scoprire dove si trova. Chris Master cerca di impossessarsi dei loro Miraculous scagliando loro giocattoli animati, ma i due supereroi sono in grado di sconfiggergli con l'aiuto di Babbo Natale. Ladybug approfitta dell'affetto che prova Chris per i suoi giocattoli per convincerlo a darle il suo oggetto akumizzato: nonostante Papillon cerchi di dissuaderlo, Chris Master dà a malincuore la sua palla di vetro natalizia, che viene distrutta da Chat Noir col Cataclisma, liberando l'Akuma che viene purificata. I due eroi salutano Babbo Natale e poi Ladybug fa tornare Parigi alla normalità. Alla fine Nino e Alya lasciano di nuovo Chris da Marinette, e i due promettono di dirsi sempre la verità, e poi la ragazza spiega che i regali che custodisce sono per il ragazzo che ama, ma Chris disgustato dalle sue romanticherie non vuole sentire altro.

## Startrain
- Titolo originale: Startrain
- Scritto da: Thomas Astruc, Mélanie Duval, Matthieu Choquet, e Sébastien Thibaudeau
- Storyboard: Wilfried Pain e Christophe Yoshida

### Trama
Dopo che Marinette ha sconfitto un akumizzato con l'aiuto di Chat Noir e Volpe Rossa, il maestro Fu le presta il Miraculous del Cavallo che ha l'aspetto di un paio di occhiali da sole che dona il potere del Teletrasporto per farla partecipare ad una gita di classe a Londra e contemporaneamente ritornare a Parigi nel caso ci sia un akumizzato. A guidare lo Startrain per Londra è Claudie Kanté, la madre di Max, che sta aspettando il messaggio che le rivelerà se ha superato l'esame per diventare un'astronauta, il suo più grande sogno. L'agente Roger mentre accompagna sua figlia Sabrina all'appuntamento al treno, vede varie persone violare la legge e non potendo fare nulla per intervenire dato che è fuori servizio, diventa così frustrato che Papillon tenta di akumizzarlo; tuttavia, Roger si calma con l'aiuto di Sabrina e l'Akuma finisce nella valigia della figlia, che parte col resto della classe. Durante il viaggio l'Akuma esce dalla valigia seminando il panico nel treno. Poiché l'Akuma è troppo lontana, Papillon non riesce più a controllarla, e questa finisce per akumizzare la signora Kanté dopo che quest'ultima pensa di non aver superato l'esame per lo spazio, e quindi viene akumizzata in Startrain, e fa decollare il treno con tutti i passeggeri nello spazio. Gabriel scopre che la sua Akuma, ha dato i poteri ad un akumizzato ed è scioccato nello scoprire che anche Adrien è sul treno, dovendo perciò sperare per una volta che i suoi due nemici abbiano successo. Marinette e Adrien si trasformano e con l'aiuto di Max e Markov si fanno strada per raggiungere Startrain; ad un certo punto Ladybug dona a Max il Miraculous del Cavallo, conoscendo il Kwami Kaalki che lo trasforma in Pegasus, i tre supereroi riescono a raggiungere Startrain e catturano la sua Akuma, poi Pegasus teletrasporta il treno direttamente a Londra, sul Big Ben, e Ladybug fa tornare tutto alla normalità riportato il treno alla stazione di Parigi, una volta che la classe deve ripartire per andare Londra, Adrien viene portato a casa da Nathalie e Placide, Marinette si sente dispiaciuta, ma Alya le mostra la foto di lei e Adrien mentre dormivano insieme sul treno, facendola tornare di buon umore.

## Acchiappakwami
- Titolo originale: Chasseuse de Kwamis
- Scritto da: Thomas Astruc, Fred Lenoir, Mélanie Duval e Sébastien Thibaudeau
- Storyboard: Charles Schnek

### Trama
A causa della passione di Plagg per il formaggio, sia lui che Tikki vengono visti dalla professoressa Olga Mendeleiev, anche se aveva già visto Plagg da tempo, poco dopo l'inizio dell'anno scolastico, Olga cerca di catturarli, fallendo, ma avendo filmato la prova. La professoressa rende pubblico il video durante uno show televisivo per rivelare la sua scoperta: Marinette e Adrien si rendono conto che se i loro Kwami erano nello stesso posto, e che il proprio partner frequenti la stessa scuola. Intanto la professoressa Mendeleiev non viene creduta a causa dell'incapacità degli spiriti di essere filmati, e dai giudici che non sono dei veri esperti di scienza e poi viene derisa dal presentatore Alec, viene perciò akumizzata da Papillon in Acchiappakwami, che può catturare i Kwami con il suo magico aspirapolvere e dimostrando al mondo la loro esistenza. Ladybug e Chat Noir affrontano la supercattiva ma vengono privati di Tikki e Plagg. Marinette va dal maestro Fu, e sceglie di prendere tutti i Miraculous, e con quello del Topo che ha la forma di una moneta bucata come una collana si trasforma in Multimouse. Usando il potere Moltitudine si divide in tante piccole copie di se stessa, una delle quali si trasforma in Multifox unendo il Miraculous della Volpe con il Miraculous del Topo, poi si fanno portare in volo da tutti i Kwami. Nel frattempo Adrien, vestito da banana sta per venire catturato da Acchiappakwami, ma arrivano in suo aiuto i Kwami, una Multimouse spiega a Chat Noir il suo piano e si fa consegnare l'anello. Dopo che Acchiappakwami cattura alcuni Kwami, due Multimouse tra cui quella originale si fondono con Tikki e Plagg diventando Multibug e Multinoir, quest'ultima con il potere del Cataclisma distrugge l'aspirapolvere dall'interno, liberando i Kwami e facendo tornare normale la Mendeleiev. Dopo che Chat Noir ha spiegato alla Mendeleiev di non dire a nessuno riguardo ai Kwami la riporta a scuola, Multifox aveva creato un'illusione che inganni Chat Noir, per non scoprire la sua identità. Una volta che le copie di Multimouse ritornano ad essere una sola, ridiventa Ladybug catturando l'Akuma originale, che era stata bloccata dal Lucky Charm cioè una ciotola. Finita la missione Marinette ripone tutti i Miraculous nella Miracle Box e tranquillizza il maestro Fu che Chat Noir non sospetta la sua vera identità e lei non pensa più che il collega possa essere uno studente della sua scuola. Fu si dimostra sorpreso e fiero di come Marinette sia riuscita ad indossare più Miraculous, impresa che mai nessun portatore era riuscito a compiere, intanto Papillon giura più che mai di trovare il guardiano dei Miraculous.

## Timetagger
- Titolo originale: Timetagger
- Scritto da: Thomas Astruc, Fred Lenoir, Mélanie Duval e Sébastien Thibaudeau
- Storyboard: Cyril Adam

### Trama
Ladybug e Chat Noir sconfiggono Mr. Piccione per la 24ª volta. Tuttavia, con sorpresa sia dei due ragazzi e di Papillon, appare all'improvviso un supercattivo di nome Timetagger, che dice di provenire dal futuro, su ordine di Papillon del futuro, per prendere i Miraculous di Ladybug e Chat Noir adolescenti. I due eroi sono costretti a ritirarsi a causa del tempo scaduto dai loro Miraculous, e si recano al Louvre dove si ritrasformano separatamente per nutrire i loro Kwami; dopodiché incontrano Alix, che riferisce che il suo orologio di famiglia ha improvvisamente consegnato un messaggio per Ladybug che li porta a incontrare una supereroina del futuro, intrappolata in una colonna egizia, chiamata Bunnix, detentrice del Miraculous del Coniglio, la quale si presenta come l'Alix del futuro e rivela che l'orologio da tasca di Alix è proprio il Miraculous del Coniglio nella sua forma camuffata, che lo usa per ritrasformarsi, dato che il suo è stato danneggiato dal Cataclisma del Chat Noir del futuro. I tre supereroi e Alix, si accorgono che Timetagger sta mandando nel passato varie persone, per cui Bunnix riprende a lottare da sola contro il supercattivo; Timetagger inizia a mandarla indietro e avanti nel tempo, indebolendola, così Ladybug "si arrende", usando però il Lucky Charm per scrivere una lettera per la sé stessa del futuro, disegnando un piano per intervenire al momento giusto, e poi passa il foglio a Bunnix, che ritorna nel futuro convinta di aver fallito. Papillon esulta per la vittoria, ma Timetagger rivela di non aver mai detto che è lui il Papillon del futuro, facendolo sconvolgere. Quando Timetagger sta per prendere gli orecchini di Ladybug, da un vortice temporale escono lo yo-yo e il bastone di Ladybug e Chat Noir del futuro, i due eroi riescono a sopraffarlo e a catturare la sua Akuma, mentre Bunnix torna ancora nel suo presente per riportare nel suo tempo il ragazzo deakumizzato, rivelando che lui era Chris Lahiffe del futuro. Intanto Gabriel si ritrasforma e pensa che in futuro non sarà più lui Papillon, e che avrà fallito, ma Nathalie lo consola dicendogli che potrebbe aver trionfato lo stesso. La sera dopo Marinette, poiché deve combattere Mr. Piccione un'altra volta, telefona ad Alya per dirle che non potrà badare alle sue sorelline e Chris, ma Alya la rassicura perché Lila si è offerta di badare a loro. Dopo averlo deakumizzato, Chat Noir consiglia a Ramier di attaccarsi ad un'altra specie animale, e lui sceglie il topo.

## Gamer 2.0
- Titolo originale: Gamer 2.0
- Scritto da: Thomas Astruc, Fred Lenoir, Mélanie Duval e Sébastien Thibaudeau
- Storyboard: Wilfred Pain e Manon Serda

### Trama
Max ha creato un nuovo videogioco ma con sua delusione tutti i suoi compagni sono occupati e non può provarlo con nessuno, neanche con Adrien che deve fare scherma, Marinette che ha un sacco di impegni e nemmeno il suo robot Markov. Papillon ne approfitta per akumizzarlo in Gamer 2.0, e con i suoi poteri rende reale il suo videogioco e fa scomparire tutti gli individui che in passato sono stati akumizzati. Marinette e Adrien si trasformano e vanno nella sua "arena" per combattere, iniziando delle sfide tra akumizzati, costretti da Gamer, usando le persone akumizzate. Ma dopo varie sfide contro Gamer 2.0 mette Ladybug e Chat Noir come avversari per combattere la finale contro di lui, ma Chat Noir decide di sacrificarsi e farsi eliminare, convinto che Ladybug gli avrebbe salvati tutti. Alla fine Ladybug combatte Gamer 2.0, che può trasformarsi in qualsiasi akumizzato con i loro poteri, ma anche Ladybug ha alcune armi dei supercattivi, più il Miraculous di Chat Noir, usando il Cataclisma per distruggere la piattaforma, e usando il suo Lucky Charm che è un sacco di farina come diversivo crea, con il flauto di Volpina, molte illusioni di sé stessa che vola col cuscino di Bambino di Sabbia e si rende intangibile con la penna di Piantagrane. Tuttavia Gamer 2.0 le fa svanire tutte e fa cadere Ladybug, che però non viene eliminata nonostante abbia toccato terreno; Gamer 2.0, credendo che ci sia un bug, lo tocca e viene eliminato, scoprendo che Ladybug l'ha ingannato e anche quella caduta era un'illusione, ma accetta comunque la sconfitta e Ladybug cattura la sua Akuma e fa ritornare tutto alla normalità. Infine Marinette porta Max a casa sua e viene accolto dai genitori che volevano fare una partita ai videogiochi.

## Tempestosa 2
- Titolo originale: Climatika 2
- Scritto da: Thomas Astruc, Fred Lenoir, Mélanie Duval e Sébastien Thibaudeau
- Storyboard: Wilfred Pain

### Trama
Mentre escono da scuola, Marinette, Alya e Nino vedono Chloé offendere Aurore riguardo ai suoi voti e alla sua passata forma akumizzata come Tempestosa. Marinette tenta di difenderla, e nella discussione Aurore se ne va. A Villa Agreste, intanto, Gabriel si accorge che il suo Miraculous ha avvertito emozioni negative, quindi si allontana ed entra nel suo covo, si trasforma in Papillon e riakumizza Aurore in Tempestosa, dandogli poteri maggiori. Tempestosa materializza un enorme vulcano a Parigi e annuncia che il vulcano allontanerà la Terra dal Sole, portandola lontano dall'orbita terrestre, scatenando così una nuova era glaciale. Ladybug e Chat Noir, trasformandosi in Lady Ice e Glacial Noir, riescono a risolvere la situazione e riportare tutto alla normalità. Alla fine Marinette consegna degli appunti di scuola per Adrien; quest'ultimo, osservando il bigliettino attaccato, si accorge che la calligrafia di Marinette è molto simile a quella della ragazza che gli aveva inviato una lettera di San Valentino, ma esclude che Marinette possa essere innamorata di lui, dato che pensa che ami Luka e quindi la ritiene una semplice coincidenza.
- In questo episodio Marinette, Adrien, Nino, Alya, Chloé, Nathalie e Gabriel hanno parlato dei loro cambiamenti e quanto ancora devono cambiare in futuro.

## Divoratore
- Titolo originale: Festin
- Scritto da: Thomas Astruc, Fred Lenoir e Sébastien Thibaudeau
- Storyboard: Jun Violet e Cyril Adam

### Trama
Marinette, Alya e Alix si trovano al Museo del Louvre, poiché Alya sta indagando sugli antichi portatori dei Miraculous, e mostra che in vari dipinti e sculture si vede lo stesso logo dell'ordine dei guardiani. Intanto Alim, il padre di Alix, presenta al pubblico esposto un fossile vulcanico appena ritrovato nel Tibet: Nathalie percepisce che si tratta di un antico Sentimostro dormiente con lo stesso logo dell'ordine dei guardiani sulla fronte, e ne informa Gabriel, che ha intenzione di usarlo per i suoi scopi. Il maestro Fu, scoprendo anche lui la notizia del ritrovamento del Sentimostro, rivela a Marinette il grande errore commesso da giovane in passato: quando era più giovane di lei, venne scelto come apprendista dell'ordine dei guardiani, un giorno gli venne assegnata come addestramento la Miracle Box cinese, e doveva vegliare su di essa per 24 ore, senza mangiare o bere; Fu ebbe fame, usò il Miraculous del Pavone per creare un Sentimostro che gli procurasse qualcosa da mangiare, ma aveva dimenticato che i poteri dei Miraculous non dovevano essere usati per motivi sbagliati, per cui il Sentimostro sviluppò una fame per i Miraculous, abbatté il tempio e sterminò i guardiani, divorando le altre Miracle Box; un guardiano però riuscì a dare a Fu il grimorio dei Miraculous e la Miracle Box cinese, ma lui durante la fuga dal Sentimostro perse il grimorio e i Miraculous del Pavone e della Farfalla. Di notte Nathalie, nelle vesti di Mayura, si intrufola al Louvre, risveglia il Sentimostro e lo fa akumizzare da Papillon in Divoratore. Intanto Fu incarica Wayzz di recuperare i Miraculous da Marinette ed Adrien per proteggergli dal Sentimostro, ma Divoratore lo rincorre e rivela a Papillon l'identità del guardiano dei Miraculous. Fu intanto vede Marinette e Adrien travestiti mentre stanno cercando di fermare anche senza i loro poteri il Sentimostro akumizzato: convinto dalle parole di Wayzz, Fu riconsegna loro i Miraculous, i ragazzi si trasformano, vanno nello stomaco di Divoratore e purificano l'Amok e l'Akuma, e Ladybug riporta tutto alla normalità. Alla fine Fu ringrazia Marinette di tutto e le rivela che sarà lei la prossima guardiana della Miracle Box, e scopre che dopo la distruzione del Sentimostro il Tempio dei guardiani dei Miraculous, i guardiani e le altre Miracle Box sono stati riportati in Tibet. Intanto Gabriel si promette, ora che conosce l'aspetto di Fu, che vorrà servirsi di lui per decifrare il grimorio. Fu decide di trasferirsi in quanto ora Papillon sa chi è, ma promette a Marinette che rimarrà a Parigi fino a quando Papillon non verrà sconfitto. Intanto Audrey, Tomoe, Gabriel e Nathalie sentono al notiziario il ripristino del tempio nel Tibet.

## Ikari Gozen
- Titolo originale: Ikari Gozen
- Scritto da: Thomas Astruc, Fred Lenoir, Mélanie Duval e Sébastien Thibaudeau
- Storyboard: Jun Violet e Cyril Adam

### Trama
A Parigi le conduttrici Mireille e Aurore per celebrare la Giornata dell'amicizia annunciano un gioco chiamato "Caccia all'amico", ovvero una caccia al tesoro per tutta la città attraverso gli indizi dati tramite il cellulare, il gioco è un espediente per fare nascere nuove amicizie e che lo scopo è che i due nuovi amici trovino il luogo della persona famosa che si nasconde, e questa volta la persona famosa é Adrien. Marinette viene affiancata a Katami che quest'ultima partecipa di nascosto non facendo sapere nulla alla madre. Marinette, decisa a non fare incontrare Katami e Adrien, cerca di sabotare la gara e ordina ad Alya di trovare un modo per far vincere la sua squadra al posto suo, ma poi Marinette si rende conto che tentava di fare amicizia tramite consigli di un'app. Quando Katami lo scopre casualmente, Papillon avverte la sua delusione, e le manda un'Akuma. Nel frattempo Marinette risponde a una chiamata della madre di Katami, Tomoe Tsurugi, e le rivela involontariamente che la figlia sta partecipando al gioco, e Katami si calma; quando sente dire da Marinette che è una sua amica, allora Papillon dirige la sua Akuma verso Tomoe che si è arrabbiata, e viene akumizzata in Ikari Gozen, un centauro gigante di colore rosso fuso con la sua auto, che intrappola la figlia nel suo corpo per punirla della sua disobbedienza. Marinette e Adrien si trasformano, e Ladybug usa il suo Lucky Charm e capisce che deve andare al cinema dove si trova il maestro Fu, che le lascia scegliere un Miraculous; decide di prendere quello del Drago che ha la forma di un girocollo con una pietra rossa. Ladybug riesce a fare ingoiare ad Ikari Gozen il Miraculous del Drago e il suo Lucky Charm a forma di bombe da bagno che ha rinchiuso in un bagaglio per moto, Katami lo apre e fa uscire il Kwami Longg, che cerca di spiegare il piano di Ladybug, ma Katami si trasforma subito in Ryuko. Convinta di poter fare tutto da sola, si libera con il potere del Dragone del Vento, rivelando però la sua identità alla madre e quindi anche a Papillon; a causa della sua impulsività Chat Noir viene bloccato dentro Ikari Gozen con il Cataclisma attivo e a rischio di ritrasformarsi. Ryuko si sente in colpa ma Ladybug la rassicura, e Ryuko si lascia ingoiare nuovamente dalla madre akumizzata, ma una volta nella pancia di Ikari Gozen usa il suo potere del Dragone dell'Acqua inondando il corpo di Ikari Gozen, così questa sputa fuori i due ragazzi e lascia cadere il suo bokken, da cui Chat Noir libera l'Akuma con il Cataclisma, liberandola e facendola purificare. Katami affronta sua madre facendole capire che vuole avere degli amici e la donna, riluttante, accetta. La gara viene vinta da Alya e Wayhem, ma Marinette dice a Katami che non importa e che preferisce prendere un succo d'arancia con lei e le due iniziano veramente a fare amicizia.

## Il Guastafeste
- Titolo originale: Trouble Fête
- Scritto da: Thomas Astruc, Mélanie Duval, Fred Lenoir e Sébastien Thibaudeau
- Storyboard: Wilfried Pain e Nicolas Hess

### Trama
Nino, con l'aiuto di Kim, Ivan, Max e Marcov approfittano dell'assenza del padre di Adrien e dell'assistente Nathalie, che devono andare a Tokyo la settimana della moda, sfruttano della conoscenza del punto debole di Placide, corrompendolo con delle action figure di supereroi, per entrare in Villa Agreste e organizzare una festa a sorpresa ad Adrien, e così contattano le ragazze, inventando delle scuse che non possono venire a piantare gli alberi con loro, ma Marinette capisce che stanno mentendo e inventa una scusa anche lei per raggiungerli. Ben presto la voce si sparge per tutta Parigi, ma la festa è riservata a un pubblico maschile rendendo difficile a Marinette entrare di nascosto per stare con Adrien. Ma Gabriel, non si è mai allontanato da casa, ma è rimasto nella sua cripta a raccogliere i bozzoli delle farfalle per le sue Akuma, però rimane intrappolato a causa dell'abuso di energia dei ragazzi per aumentare il volume della musica, però nella cripta sotterranea la teca di sua moglie si spegne. Intanto anche Wayhem cerca di entrare, ma Placide non sente il citofono, perché si è attappato le orecchie per non sentire la musica, e Wayhem crede che Adrien non l'abbia invitato. Gabriel, che nel frattempo si è trasformato in Papillon, percepisce questa emozione negativa e gli manda un'Akuma, akumizzandolo in Guastafeste, con il potere di prevedere le mosse degli avversari, Guastafeste intrappola varie persone nelle sue sfere stroboscopiche, ripristinando anche la corrente. Ladybug e Chat Noir intervengono, ma Guastafeste riesce ad anticipare le mosse dell'avversario, riuscendo a intrappolare Ladybug. Il maestro Fu che era anche lui presente alla festa, decide di dare dei Miraculous ai ragazzi che si sono salvati per aiutare Chat Noir, così Luka, Nino e Max entrano in scena nei panni di Viperion, Carapace e Pegasus. Guastafeste si dimostra più veloce e riesce a intrappolare tutti i supereroi e Fu decide di lasciare il Miraculous della Scimmia (che ha la forma di un cerchietto) a Kim, facendo la conoscenza del Kwami Xuppu che lo trasforma in Monkey King. Con il potere della Confusione, riesce a neutralizzare i poteri del suo avversario liberando così le persone intrappolate. I sei supereroi riescono a confondere l'avversario attaccano essendo imprevedibili con le mosse di danza del loro corpo, e Chat Noir distrugge gli occhiali con il suo Cataclisma liberando l'Akuma. Alla fine, mentre gli amici di Adrien insieme a Wayhem puliscono la casa per evitare che Adrien finisca in punizione, poi escono per aiutare le ragazze a piantare gli alberi con loro, intanto Gabriel annuncia davanti a Émilie che trionferà su Ladybug e Chat Noir.
Curiosità: nell'episodio, è presente più volte una canzone simile a YMCA, del gruppo Stationation, ballata tramite un vinile. I personaggi del ballo, simili a quelli in Just Dance, richiamano i membri dei Village People.

## Chat Blanc
- Titolo originale: Chat Blanc
- Scritto da: Thomas Astruc, Mélanie Duval, Fred Lenoir e Sébastien Thibaudeau
- Storyboard: Thomas Astruc

### Trama
All'onomastico del quinto nome di Adrien ossia Athanase, Marinette commette un errore quando consegna, nei panni di Ladybug, il regalo firmato da lei, facendosi inconsapevolmente intravedere da lui e permettendogli di scoprire la sua identità segreta. Subito dopo arriva Bunnix che chiede aiuto a Ladybug e la porta in un futuro post-apocalittico dove l'intera Parigi è in rovina e inondata, e anche la Luna è stata gravemente danneggiata. Lì Ladybug affronta Chat Noir che è stato akumizzato in Chat Blanc e che vuole il Miraculous di Ladybug per rimediare ai danni che lui ha causato. Nel frattempo Bunnix rivede gli eventi storici che hanno portato all'akumizzazione di Chat Noir: dopo aver ricevuto il regalo e aver scoperto l'identità di Marinette, Adrien si fidanza con lei, ma Gabriel cerca di rovinare il rapporto per akumizzarla; il tentativo invece gli fa scoprire, insieme a Marinette, Nathalie e Placide, che Adrien è Chat Noir, poi Nathalie informa Gabriel di quello che ha visto. In un successivo scontro, Papillon rivela al figlio la sua identità mostrandogli le condizioni della madre Émilie; Chat Noir è così sconvolto da queste rivelazioni da venir facilmente akumizzato da Papillon in Chat Blanc, che gli dona il potere illimitato della distruzione, però a causa dello shock e indecisione un enorme Cataclisma incontrollabile che devasta quella linea temporale, trasformando gli abitanti, compresi Ladybug e Papillon, in statue di cenere. Intanto l'attuale Ladybug e Chat Blanc continuano a combattere fino a quando quest'ultimo viene finalmente deakumizzato; Ladybug, intuendo che è tutta colpa del suo regalo per Adrien torna indietro nel tempo per cancellare il suo nome dal regalo e impedire ad Adrien di scoprire il suo segreto, evitando le disastrose conseguenze nel futuro, a fine giornata Ladybug chiama Chat Noir per trascorrere la serata accanto a lui.

## Félix
- Titolo originale: Félix
- Scritto da: Thomas Astruc, Mélanie Duval, Fred Lenoir e Sébastien Thibaudeau
- Storyboard: Christophe Malcombe, Isabelle Lemaux e Nicolas Hess

### Trama
È passato un anno della scomparsa di Émilie e per l'occasione la sorella gemella minore di lei, Amélie Graham De Vanily, e suo figlio Félix fanno visita alla Villa Agreste, che hanno deciso di trascorrere la giornata insieme dato che anche a Félix di recente è morto il padre Colt. In un gesto dispettoso, approfittando della sua somiglianza con Adrien, Félix ruba il cellulare del cugino e invia un video messaggio agli amici di quest'ultimo per far credere che non abbia gradito i loro tentativi di tirarlo su di morale per quel giorno. Gabriel approfitta della situazione per akumizzare Alya, Juleka e Rose, in Lady Wi-Fi, Reflekta e Principessa Fragranza, formando il Trio delle Castigatrici. Le tre supercattive si recano da Adrien per vendicarsi, scoprendo che in realtà è stato Félix a inviare il video offensivo e affrontando Nathalie che tentava di proteggere Adrien. Ladybug e Chat Noir si trovano in seguito a faccia a faccia contro di loro e qui Félix tenta di fare un accordo con Papillon per aiutarsi a vicenda, Ladybug sfrutta quest'attimo per impadronirsi dell'oggetto akumizzato e far tornare normali le ragazze. Tornato a Villa Agreste, Félix viene rimproverato dal cugino per il suo gesto egoista, e promette ad Adrien che quando si rivedranno sarà una persona diversa. In procinto di tornare a Londra, Félix rivela alla madre di aver sottratto allo zio la fede della sua famiglia che voleva tanto, ma Amélie lo regala al figlio, dicendogli che lo voleva indietro soltanto per darlo a lui, visto che è sempre stato affascinato dalla storia degli Anelli Gemelli dei Graham De Vanily. Mentre Adrien rimedia all'azione del cugino inviando a tutti i suoi amici un messaggio di scuse da parte sua, Gabriel si accorge della scomparsa della fede e decide di prendere quella della moglie mentre medita vendetta contro il nipote.

## La Burattinaia 2
- Titolo originale: La Marionnettiste 2
- Scritto da: Thomas Astruc, Mélanie Duval, Fred Lenoir e Sébastien Thibaudeau
- Storyboard: Thomas Astruc, Céline Pottier e Jun Violet

### Trama
Adrien invita Nino, Alya, Marinette e Manon al Museo Grévin, dove vedono come creano tutte le statue di cera, che la personale Veronique deve fare una copia della mano sinistra di Adrien per la sua statua. A causa di un fraintendimento con Nino, Adrien pensa che Marinette non vuole trascorrere del tempo da sola con lui, Adrien non volendo perdere la sua amicizia, le organizza uno scherzo per farla ridere, fingendosi una statua. Marinette, credendolo appunto la statua di lui, inizia a farfugliare frasi poetiche, ma quando sta per baciarlo Adrien rivela di non essere una statua, Marinette si sente in imbarazzo, che fa sembrare ad Adrien di aver turbato ancora di più l'amica. Intanto Manon sta giocando a nascondino con Alya e Nino, ma quando questi ultimi si distraggono dopo aver visto le statue di cera delle loro forme akumizzate e si rincorrono tra di loro, si dimenticano di Manon, che si rattrista poiché pensa che nessuno le presta attenzione, e viene riakumizzata da Papillon in Burattinaia, che ora ha il potere di fare prendere vita alle statue di cera del museo. Marinette e Adrien si trasformano, e dopo varie lotte con le statue di cera, riescono con un trucco ad ingannare Burattinaia, e la sua Akuma viene purificata facendo ritornare tutto alla normalità. Alla fine Marinette e Adrien riescono a chiarirsi e quest'ultimo è felice che Marinette, nonostante lo scherzo che le abbia fatto, sia ancora sua amica, ma la "ferisce" quando menziona la "ragazza che ama" e Marinette, senza sapere chi sia, è inizialmente giù di morale ma Tikki la spinge ad essere ottimista dicendole che a volte la vita è piena di sorprese.

## Ladybug
- Titolo originale: Ladybug
- Scritto da: Thomas Astruc, Mélanie Duval, Fred Lenoir e Sébastien Thibaudeau
- Storyboard: Isabelle Lemaux

### Trama
In un flashback dopo gli eventi di Queen Wasp e prima di Befana, Adrien convince il padre ad andare alla festa di compleanno di Marinette, poi durante la festa Lila guarda dalla sua stanza disgustata, quando Adrien dona il regalo a Marinette. In altri brevi flashback Gabriel parla con Lila, in modo che Marinette, stia lontano da Adrien. Nel presente, Lila mette in atto un piano per causare l'espulsione di Marinette dalla scuola incastrandola per furto e per aver rubato le risposte di una simulazione d'esame in classe, con shock dei compagni e genitori di quest'ultima. Gabriel, che aveva pianificato tutto, riakumizza Nathalie in Catalyst, e lei lo ritrasforma in Scarlet Moth, che manda uno stormo di Akuma scarlatte nella scuola. Esse infettano la Caline Bustier, Denis Damoclès, Rose e Juleka riassumendo le loro forme akumizzate versione scarlatte, e anche Marinette e Sabine vengono colpite, Scarlet Moth tenta di akumizzare la figlia in Princess Justice e la madre Sabine in Verity Queen, dando entrambe il potere di scoprire la verità. Quando Marinette sta per togliersi gli orecchini, Catalyst si sente male a causa dell'uso costante del Miraculous del Pavone, quindi Scarlet Moth è costretto ad annullare le akumizzazioni di tutti. I genitori di Marinette in procinto a cercare una nuova scuola per la figlia, le dicono che per il momento la aiuteranno in pasticceria. Più tardi Gabriel toglie il Miraculous del Pavone a Nathalie, preoccupato per la sua salute, ma lei se lo riprende quando Gabriel si addormenta, ridiventata Mayura crea un Sentimostro, identico a Ladybug, che inscena una battaglia tra loro sopra l'Arco di Trionfo: Chat Noir cade nella trappola, salvando la falsa Ladybug, ma quando questa prova a rubargli l'anello, sopraggiunge la vera Ladybug, che, dopo aver convinto Chat Noir che quella che stava salvando era un Sentimostro iniziano a combattere la falsa Ladybug per prende l'oggetto dell'Amok da Mayura, per poi scoprire che chiunque tenga il tale oggetto può controllare il Sentimostro, allora la fanno portare dalla loro parte, ma Mayura la fa sparire. Quest'ultima sta per essere sconfitta ma giunge Papillon, che, dopo una battaglia, la salva e la porta via, una volta ritornati a Villa Agreste, Nathalie restituisce il Miraculous del Pavone a Gabriel dicendogli che se ha bisogno di Mayura lei ci sarà. Più tardi Adrien impone a Lila di far rimettere Marinette a scuola se vuole l'amicizia di lui, e con riluttanza Lila accetta sotto lo sguardo di Nathalie, il giorno dopo il preside crede alle sue bugie, secondo cui Lila avrebbe "una rara malattia che la porta a non avere il controllo di ciò che dice", e dice a Marinette che può ritornare a scuola l'indomani. Lila però finge di ricucire con Marinette e fa capire che le cose non sono come stanno.

## Mangiamore (La Battaglia dei Miraculous - parte 1)
- Titolo originale: Mangeamour (La bataille des Miraculous - 1ère partie)
- Scritto da: Thomas Astruc, Mélanie Duval, Matthieu Choquet, Fred Lenoir e Sébastien Thibaudeau
- Storyboard: Wilfred Pain e Nicolas Hess

### Trama
È il 20º anniversario di matrimonio dei Bourgeois. Tra i presenti vi sono anche Marinette, Adrien e Katami, che scappano da Placide e Tomoe e vanno in città a divertirsi, fino a quando Marinette se ne va con il cuore spezzato pensando che Adrien e Katami siano fatti l'uno per l'altra di fronte ai gelati di André. Nel frattempo il sindaco André e Audrey ricevono un regalo d'anniversario da Gabriel Agreste che é una veste per due, che però gli fa litigare e permettendogli di essere akumizzati in Mangiamore, una testa gigante volante in grado di trasformare le persone innamorate in cuori per poi mangiarle. Vedendoli, Marinette si trasforma in Ladybug e dal Lucky Charm a forma di un gettone, capisce di dover andare alla giostra al Parc des Vosges, dove si trova il maestro Fu. A causa del suo sacrificio amoroso, commette l'errore di non ritrasformarsi per andare da lui, permettendo così a Papillon e Mayura di seguirla fino a trovare il Guardiano dei Miraculous. Ladybug sta pensando di prendere il Miraculous dell'Ape, ma quando pensa ad Adrien e Katami insieme prende il Miraculous del Drago, per fare allontanare quest'ultima da Adrien. Quando si allontana, Papillon e Mayura attaccano Fu, che si trasforma in Jade Turtle per proteggersi da loro, ma lasciando così a Papillon la possibilità di impadronirsi della Miracle Box. Mentre Ladybug ha chiamato Ryuko per combattere contro Mangiamore insieme a Chat Noir, Papillon va da Chloé e sfruttando la sua rabbia, per non essere stata ancora una volta scelta da Ladybug le rivela che ha akumizzato i suoi genitori per dimostrargli che Ladybug non le darà mai più il Miraculous dell'Ape (nonostante che anche l'identità di Ryuko è stata rivelata) e la convince a passare dalla sua parte dandole il Miraculous che voleva. Chloé accetta, in cambio della deakumizzazione dei propri genitori, prima di lasciarsi akumizzare lei stessa in Miracle Queen. Alla fine della missione, Katami si ritrasforma e ritorna da Adrien, cercando di baciarlo ma viene lui dice che non se la sente; nel frattempo Marinette scopre che il maestro Fu è scomparso, vedendo il luogo del combattimento, poi incontra Luka e si mette a piangere tra le sue braccia, stanca delle sue responsabilità.

## Miracle Queen (La Battaglia dei Miraculous - parte 2)
- Titolo originale: Miracle Queen (La bataille des Miraculous - 2ème partie)
- Scritto da: Thomas Astruc, Fred Lenoir, Mélanie Duval e Sébastien Thibaudeau
- Storyboard: Cyril Adam

### Trama
Chloé, akumizzata in Miracle Queen, manda le sue vespe in tutta Parigi e prende così il controllo delle persone punte, e chiama a sé tutti i portatori di Miraculous, scoprendo e rivelando così a Papillon le vere identità di Pegasus, Volpe Rossa, Viperion, Monkey King e Carapace. Sotto l'ordine di Miracle Queen gli eroi si trasformano, tranne Katami e Nino perché i loro Miraculous sono nelle mani di Ladybug e di Jade Turtle, che nel frattempo si sta proteggendo dal Sentimostro Farfalla creato da Mayura per Papillon. Nascosti nella Senna con i poteri acquatici per sfuggire alle vespe, i due eroi si incontrano e Aqua Bug si mette a piangere tra le braccia di Aqua Noir sentendosi in colpa che la causa che il maestro Fu è stato catturato, ma una volta consolata dal partner, ritorna ad essere Ladybug e unisce il suo Miraculous a quello del Drago, diventando Dragon Bug, e crea una grossa bolla d'acqua per proteggere sé stessa e Chat Noir dalle vespe. I due riescono dopo una dura lotta a fermare loro compagni ipnotizzati e Chat Noir si impossessa anche del Miraculous del Serpente, diventando Snake Noir e deakumizzano Miracle Queen. Queen Bee cerca di farsi riakumizzare e dopo tenta di usare i Miraculous restanti della Miracle Box, ma l'Akuma viene catturata da Ladybug e i Kwami si rifiutano di obbedirle dato che Queen Bee non conosce i loro nomi. Il Lucky Charm evoca un porta chiavi che a Ladybug gli sembra inutile, ma Jade Turtle risolve la situazione dichiarando di passare a Ladybug il ruolo di Guardiana dei Miraculous, ritrasformandosi, e quindi la Miracle Box si trasforma in una sfera ovale dai colori di Ladybug con tutti i Kwami che vengono risucchiati. Papillon si ritira insieme a Mayura, con Gabriel convinto di aver lottato l'ennesima volta per niente, ma lei replica di aver preso il tablet da Fu che contiene il grimorio sui Miraculous decifrato; essi potranno quindi riparare il Miraculous del Pavone. Queen Bee pur avendo palesemente perso, e gridando il suo disprezzo a Ladybug, si toglie i restanti Miraculous dicendo che ha bisogno solo quello dell'Ape e che vuole andare a New York a fare la supereroina, ma Ladybug se lo riprende ed espelle ufficialmente Chloé dalla squadra dei supereroi. In hotel Chloé dice alla madre di partire insieme per New York, ma Audrey riappacificata col marito ha deciso di rimanere a Parigi. Ladybug e Chat Noir raggiungono Wayzz e Fu, il Kwami rivela che Fu ha perso la memoria a causa della rinuncia alla carica di guardiano per proteggere i possessori, e neanche il potere del Lucky Charm riesce a restituirgli la memoria. Ladybug scopre che il suo Lucky Charm è legato a una chiave di Fu, che apre un armadietto della stazione ferroviaria, dove trova il grammofono e una lettera che aveva scritto in previsione dell'esito di una battaglia come questa, dicendogli che subire una perdita fa parte della vita. Marinette dopo aver recuperato il Miraculous da Fu lo accompagna alla stazione, dove lo aspetta Marianne, con cui trascorrerà il resto della vita a Londra. Alla fine Marinette e Adrien prendono un gelato da André, con i gusti da loro preferiti, condividendolo Adrien con Katami e Marinette con Luka, ed insieme con alcuni loro compagni di scuola. Nel frattempo, Gabriel riesce ad aggiustare il miraculous del pavone.